# Oktay Rıfat Horozcu
Oktay Rifat Horozcu, cunoscut în special ca Oktay Rifat,  (n. 10 iulie 1914 – d. 18 aprilie 1988) a fost un scriitor turc, unul dintre poeții de frunte din literatura turcă modernă. El este fondatorul mișcării Garip , împreună cu Orhan Veli și Melih Cevdet.